# Carriérisme politique
 (octobre 2023).
Si vous disposez d'ouvrages ou d'articles de référence ou si vous connaissez des sites web de qualité traitant du thème abordé ici, merci de compléter l'article en donnant les références utiles à sa vérifiabilité et en les liant à la section « Notes et références ».
Le carriérisme politique est le fait qu'une personne base la politique comme une carrière en soi. Elle ne vit que de ses fonctions politiques et fait preuve d'une grande habileté dans les intrigues de la vie politique.[réf. nécessaire]
Le mot carriérisme (ou carriériste) a une connotation péjorative car il sous-entend la volonté de faire carrière à n'importe quel prix, sans s'embarrasser de scrupules.
Pour le carriériste, le travail est uniquement un moyen d'obtenir un statut.
Un carriériste politique est défini comme Politicien (péjoratif) au Québec.

## Inconvénients
- La personne fera tout pour avoir une place prépondérante dans l'activité politique rémunérée (nationale ou locale), vu que sa carrière est basée sur cette seule activité.
- Le cumul des mandats, pratiqué par ce genre de personnes, favorise le taux d'absentéisme aux diverses réunions, assemblées auxquelles la personne doit participer.
- Professionnalise la politique, la rendant de fait moins accessible aux citoyens non professionnalisés dans ce domaine.

## Lois
En France, une loi de 2000 sur le cumul des mandats les limite mais n'empêche pas d'autres mandats extra-politiques, comme représentant d'une société ou un mandat d'exécutif local comme président de conseil régional ou maire. Cette loi vise à réduire le risque de conflit d'intérêts entre les différentes fonctions exercées.[réf. souhaitée]